# Alcazar (musikgrupp)

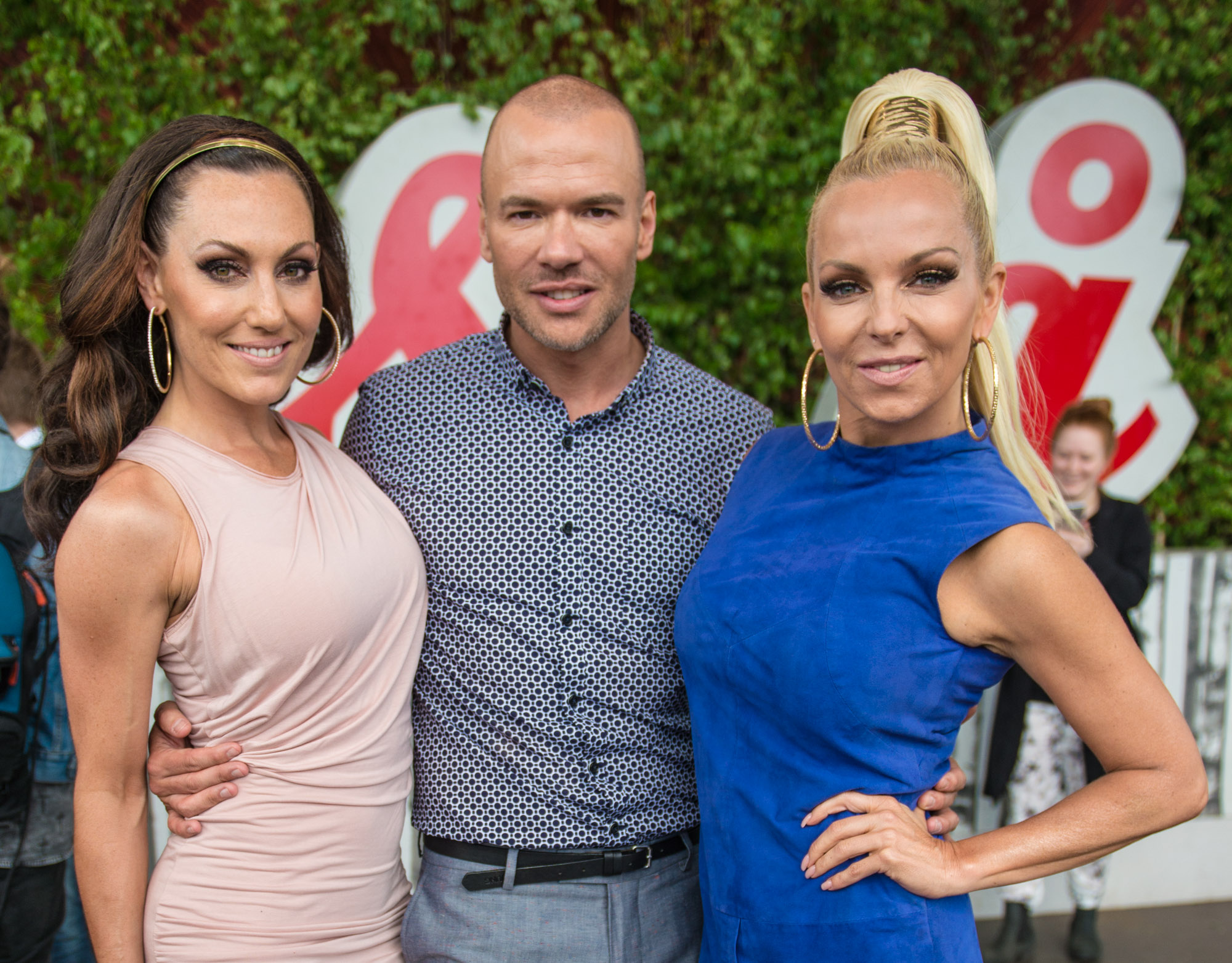
Alcazar inför Allsång på Skansen 2015.

Alcazar var en svensk popgrupp i discogenren, som hade flera radiohits i början av 2000-talets första decennium. Alcazar har sedan dess etablerat sig som en av de mest framgångsrika musikgrupperna i svensk historia inom sin genre. Gruppen bildades som en trio 1998 och bestod då av Andreas Lundstedt, Tess Merkel och Annika Kjærgaard (artistnamn Annikafiore).

I december 2002 gick Magnus Carlsson med i Alcazar. Under andra halvan av 2005 tog gruppen en paus då Magnus skulle jobba på sin solokarriär och Andreas skulle vara med i en musikal.

Då Alcazar återförenades i mitten av 2007 för ett framträdande i London hade både Magnus Carlsson och Annikafiore hoppat av gruppen och ersatts av Lina Hedlund. Gruppen bestämde sig sedan för att fortsätta med Lundstedt, Merkel och Hedlund som medlemmar och att satsa på ett nytt album och en turné. I juli 2011 tog gruppen en paus på obestämd tid. Under 2013 stod gruppen återigen på scen och uppträdde i Melodifestivalen 2014.

Under 2018 lades gruppen ner och på nyårsafton den 31 december samma år valde de att avsluta sitt sista år tillsammans med en konsert på Cirkus i Stockholm.

## Biografi

### Alcazar bildas
Alcazar bildades av Andreas Lundstedt i mitten av 1998. Lundstedt hade fått ett erbjudande från Alexander Bard som just hade skrivit ett par låtar och behövde en artist som kunde framföra dem. Lundstedt tog kontakt med två vänner; Tess Merkel och Annika Kjærgaard. Gruppen  som formades kallades Alcazar, som betyder "fästning" eller "slott" på arabiska. Namnet var ett av två av Bard föreslagna gruppnamn. Det andra namnet han föreslog var "Tsunami". Gruppen släppte två singlar; Shine on (1999) och Ritmo Del Amor (2000) innan de fick sin första internationella hit, Crying at the Discoteque (2000). Låten hamnade på topp 20 i tolv länder och blev listetta i Brasilien. Singeln har sedan dess sålts i nästan en miljon exemplar. Därefter släppte de albumet Casino. Från detta album hämtades även singeln Sexual Guarantee, som den 16 februari 2002 blev gruppens debutlåt på den svenska Trackslistan.

### Magnus Carlsson blir ny medlem
Den 13 december 2002 blev det officiellt att det svenska dansbandet Barbados tidigare sångare Magnus Carlsson blev den fjärde medlemmen i Alcazar. Vid tillfället hade Carlsson ett förhållande med Lundstedt och konstellationen testade först samarbetet vid framförandet av Abba-låten As Good As New under en tributgala i Globen, Stockholm. I Melodifestivalen 2003 fick gruppen uppmärksamhet från media på grund av Lundstedts och Carlssons förhållande. Gruppen slutade på en tredjeplats med bidraget Not a Sinner, Nor a Saint, som också blev en stor hit efter tävlingen. Låten kom överst på den svenska singellistan, Trackslistan, airplaylistan och sålde guld. Låten röstades fram som vinnare i de eurovisionfanklubb-baserade National Finals Song Contest och i OGAE Second Chance Contest.

### Andra albumet släpps

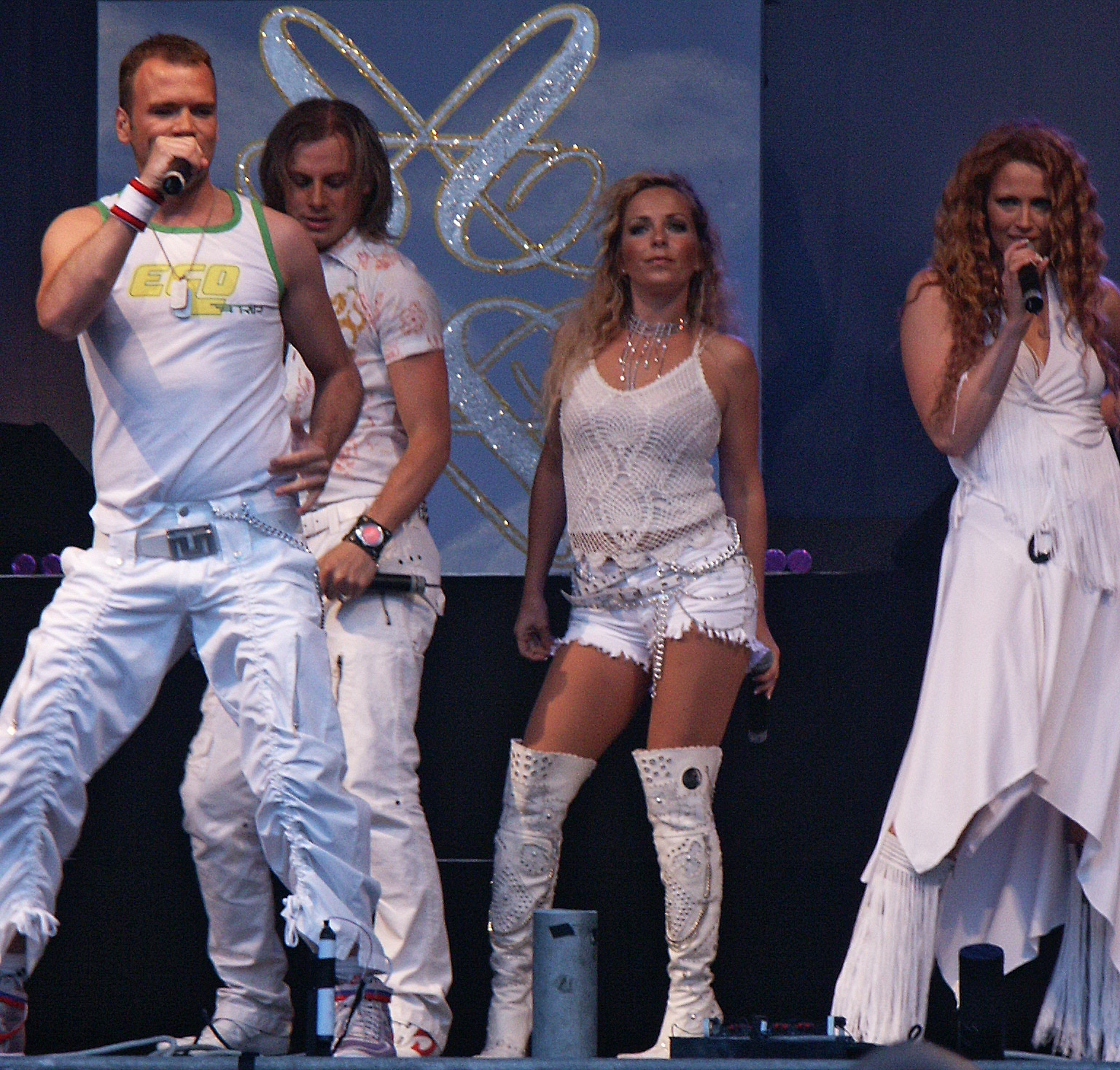
Kvartetten Alcazar på scen i Borås 2004.

I maj 2003 släpptes albumet Alcazarized där bland annat Alexander Bard, Orup, Johan Kinde, George Samuelson, Mattias Lindblom Anders Wollbeck, men även Neil Tennant och Chris Lowe från Pet Shop Boys, hade skrivit låtarna. Albumet gick rakt in på andra plats på svenska albumlistan. Albumet släpps i en europeisk utgåva och en japansk utgåva där låtlistan är annorlunda. 2003 fick Alcazar även äran att sjunga Pride-låten Someday på Stockholm Pride.
Under första halvan av 2004 hade gruppen framgångar med singeln This is the World We Live in i Sverige, Makedonien, Norge, Tyskland, Kina och Sydafrika. I augusti 2004 släpptes deras tredje album, samlingsalbumet Dancefloor Deluxe, som innehåller tre nya låtar. Dancefloor Deluxe släpptes i tre olika versioner; omslaget på första utgåvan var svart och innehöll ett kort för att bookleten blev felpressad. Nästkommande version fick tillökning av den redigerade radioversionen av låten Here I Am och på den tredje versionen av albumet hade man lagt till spåret Alcastar. Omslaget var på denna tredje version omgjort igen, denna gång var omslaget vitt. Albumet låg som högst på plats 3 på svenska albumlistan. Från detta album släppte gruppen även singlarna Physical och Here I Am. Alcazar hade ett fantastiskt år 2004. Allt de släppte i Sverige sålde guld, det vill säga This Is The World We Live In, Dancefloor Deluxe, Physical och Here I Am.

### Melodifestivalen 2005
Alcazar blev inbjudna att delta som jokrar i Melodifestivalen 2005 med låten Alcastar, vilket de tackade ja till. Innan de hade fått detta erbjudande var de klara för den brittiska uttagningen till Eurovision Song Contest, men valde istället att tävla i den svenska uttagningen. Det blev en tredjeplats i finalen av Melodifestivalen. Gruppen uppmärksammades av pressen för sina annorlunda rymdinspirerade scenkläder under framträdandet. Det tog bara tre dagar i butikerna innan Alcastar blev gruppens andra etta på den svenska singellistan. Samma år fick de även en hit med singeln Start the Fire. Med på denna singel fanns också de tidigare outgivna spåren Nothing but the Video on, Glamourama och en ny remix av Physical; Physical (Poolbreaze Remix).

### Uppehåll i två år
Gruppen tog paus på obestämd tid under andra halvan av 2005. Andreas Lundstedt blev klar för Eurovision Song Contest 2006 då han tävlade för Schweiz i den tillfälliga gruppkonstellationen Six4One. Han spelade också huvudrollen i musikalen Saturday Night Fever. Magnus Carlsson ställde ensam upp i Melodifestivalen 2006 och Melodifestivalen 2007. Tess Merkel arbetade 2006 tillsammans med hårdrocksgruppen The Poodles och släppte singeln Metal Will Stand Tall och uppträdde i Sommarkrysset. Annika Kjærgaard, som bara några månader innan hade brutit foten under inspelningen till gruppens musikvideo Start the Fire, tog ledigt.
Lundstedt ställde även upp i Melodifestivalen 2007 med låten Move. Han slutade på en sjätte plats i första deltävlingen och gick inte vidare till final.

### Återförening

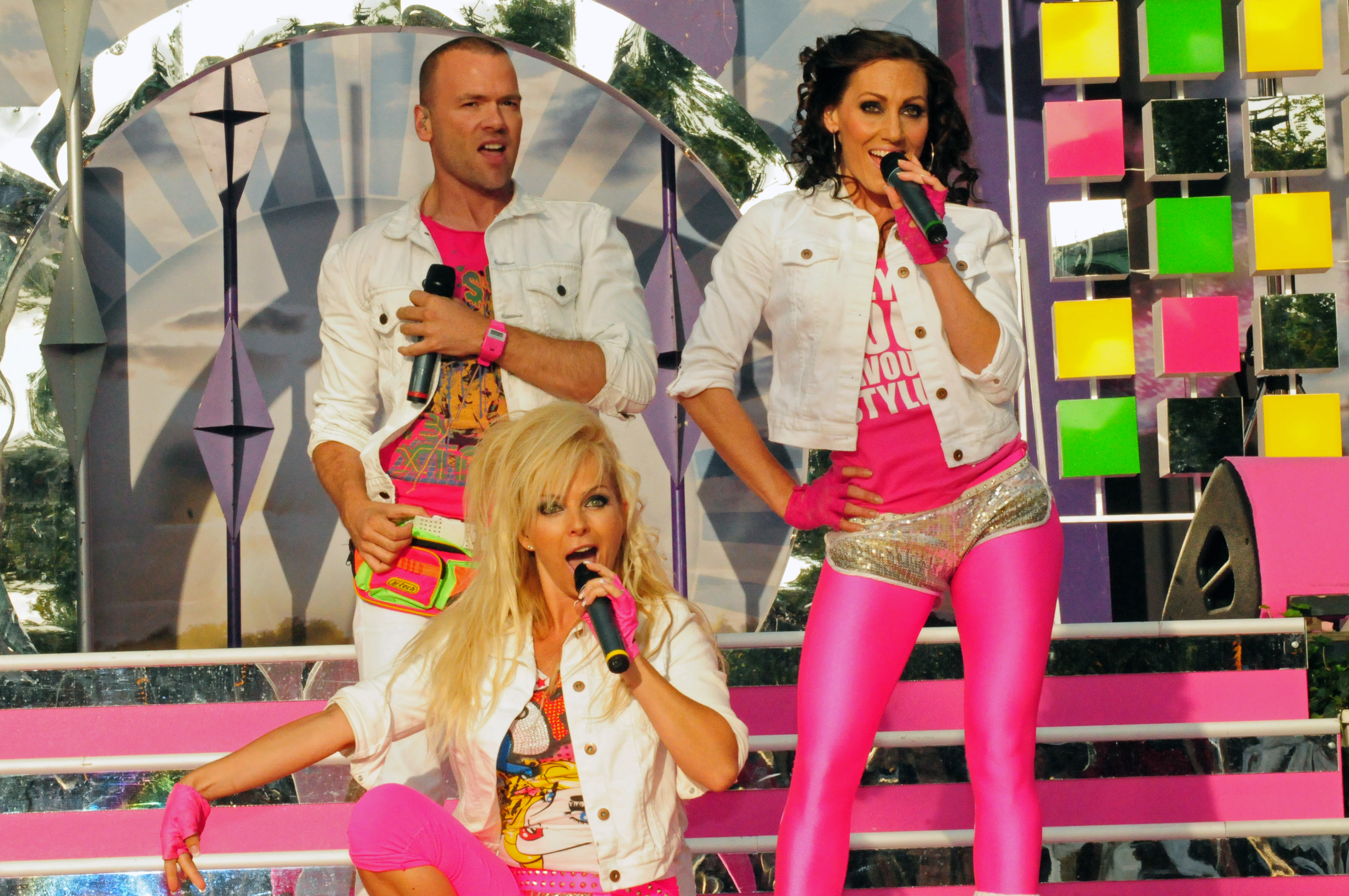
Alcazar på Sommarkrysset 2009.

Det 21 juli 2007 bokades Alcazar in för en spelning på den engelska klubben G-A-Y. Strax innan giget blev det känt att både Magnus Carlsson och Annika Kjærgaard hade hoppat av gruppen. Alcazar tog då in Lina Hedlund. Hedlund är sedan dess medlem i gruppen. 2008 släppte trion singeln We Keep on Rockin'. Den 7 februari 2009 deltog den nya konstellationen av Alcazar i deltävling 1 i Melodifestivalen 2009 med bidraget Stay the Night. Gruppen gick vidare direkt till finalen i Globen 14 mars, där de slutade på en femte plats. Året därpå deltog trion i Melodifestivalen 2010 med låten Headlines där de tog sig till Andra chansen. Detta är gruppens enda framträdande i tävlingen som inte tagit sig till final.

### Ny paus och Melodifestivalen 2014
Gruppen bestämde sig för att ta en paus på obestämd tid och i det fjärde programmet av Lotta på Liseberg den 11 juli 2011 gjorde gruppen sitt sista TV-framträdande. Deras sista offentliga framträdandet före pausen gjorde de på Stockholm Pride den 6 augusti 2011.
Den 23 februari 2013 återförenades de tillfälligt när de framträdde med ett medley på Melodifestivalens sista deltävling i Malmö, förstärkta av Danny Saucedo. Den 10 augusti samma år återförenades gruppen igen när de medverkade i TV4:s program Sommarkrysset.
Den 27 november 2013 presenterades gruppen som tävlande deltagare i Melodifestivalen 2014 med låten Blame It on the Disco och gjorde därmed comeback efter två års uppehåll. Tävlingsbidraget tog sig till final i Friends Arena 8 mars 2014 och efter omröstningen slutade bidraget på tredje plats. Låten släpptes på singelskiva och nådde som högst plats 10 på svenska försäljningslistan.

### Disco Defenders 2015-2016
Under 2015 och 2016 framförde Alcazar krogshowen "Disco Defenders", med premiär på Rondo i februari 2015. Showen med sitt 9-manna-band och fyra dansare mottogs väl och förlängdes till två säsonger på Hamburger Börs samt en Sverigeturné.
Gruppen ville återigen tävla i Melodifestivalen 2018. I slutet av november 2017 meddelades det dock att Christer Björkman hade nekat deras efterfrågan om att vara med i tävlingen.

### Avskedsturné och uppträdande på Europride 2018
I början av 2018 utlyste Alcazar sin sista turné, 20 years of disco – mission completed. Turnén startade den 5 oktober i Halmstad och fortsatte till tretton svenska städer.
Den 4 augusti 2018 återförenades Lina, Tess och Andreas med de två tidigare medlemmarna Magnus Carlsson och Annikafiore för ett uppträdande på Europride. Alla fem medlemmarna stod tillsammans på samma scen - Östermalms IP.

### Tillfälliga återföreningar iMelodifestivalen 2020,ESC 2024samt den 15 säsongen avSå mycket bättre
Då Lina Hedlund var en av de tre programledarna av Melodifestivalen 2020 samt att Alcazar detta året valdes in i Melodifestivalen hall of fame så återförenades gruppen (Merkel, Lundstedt och Hedlund) för ett framträdande under kvällens program från Eskilstuna där de sjöng låten "Stay the night". De återförenades återigen för en kväll under finalen av ESC 2024 då de uppträdde för publiken i arenan i Malmö.
I det sjunde avsnittet av den 15 säsongen av TV-programmet Så mycket bättre återförenades originaluppsättningen av Alcazar då Lundstedt, Merkel och Kjærgaard tillsammans framförde deras tolkning av Dregens låt "Just Like That (I Like It)" under namnet Andreas Lundstedt feat. Annikafiore & Tess Merkel vilken därefter släpptes som singel under namnet Andreas Lundstedt / Alcazar feat. Annikafiore, Lina Hedlund & Tess Merkel. En video med låtens text tillsammans med flera ihopsatta äldre videoklipp på Lundstedt, Kjærgaard, Hedlund & Merkel släpptes också i samband med låten.

## Deltagande i Melodifestivalen
Alcazar har varit med i Melodifestivalen fem gånger, och tagit sig till final fyra gånger. Däremot har de aldrig vunnit finalen.
| År   | Låt                      | Placering i finalen     |
| ---- | ------------------------ | ----------------------- |
| 2003 | Not a Sinner nor a Saint | 3:a                     |
| 2005 | Alcastar                 | 3:a                     |
| 2009 | Stay the Night           | 5:a                     |
| 2010 | Headlines                | Tog sig inte till final |
| 2014 | Blame It on the Disco    | 3:a                     |

## Diskografi

### Album
- 2000 - Casino
- 2003 - Alcazarized
- 2004 - A tribute to Abba (Bootleg - Ej Officiellt Album)
- 2004 - Dancefloor Deluxe (Dubbelalbum)
- 2005 - "Dancefloor Deluxe"
- 2009 - Disco Defenders
- 2009 - Disco Defenders (Special edition)

### Singlar
| År   | Låt                          | SVE | SCH | TYS | ÖST | FRA | NDL | BEL (Vallonien) | BEL (Flandern) | FIN | ITA | AUS | NOR | DAN |
| ---- | ---------------------------- | --- | --- | --- | --- | --- | --- | --------------- | -------------- | --- | --- | --- | --- | --- |
| 1999 | Shine On                     | -   | -   | -   | -   | -   | -   | -               | -              | -   | -   | -   | -   | -   |
| 2000 | Ritmo Del Amor               | -   | -   | -   | -   | -   | -   | -               | -              | -   | -   | -   | -   | -   |
| 2000 | Crying at the Discoteque     | 29  | 7   | 3   | 14  | 64  | 14  | 2               | 11             | 14  | 4   | 14  | -   | -   |
| 2001 | Sexual Guarantee             | 28  | 46  | 72  | -   | -   | 30  | 16              | -              | -   | 17  | -   | -   | -   |
| 2002 | Don't You Want Me            | 30  | 76  | 74  | -   | -   | 83  | 21              | -              | 18  | 28  | 37  | -   | -   |
| 2003 | Not a Sinner, Nor a Saint    | 1   | -   | -   | -   | -   | -   | -               | -              | -   | -   | -   | -   | -   |
| 2003 | Ménage à trois               | 19  | -   | -   | -   | -   | -   | -               | -              | -   | 24  | -   | -   | -   |
| 2003 | Someday                      | -   | -   | -   | -   | -   | -   | -               | -              | -   | -   | -   | -   | -   |
| 2003 | Love Life                    | 10  | -   | -   | -   | -   | -   | -               | -              | -   | -   | -   | -   | -   |
| 2004 | This is the World We Live in | 3   | 30  | 30  | 37  | -   | 75  | 17              | -              | -   | 11  | 31  | 16  | 14  |
| 2004 | Physical                     | -   | -   | -   | -   | -   | -   | -               | -              | -   | -   | -   | -   | -   |
| 2004 | Here I Am                    | 41  | -   | -   | -   | -   | -   | -               | -              | 6   | -   | -   | -   | -   |
| 2005 | Alcastar                     | 1   | -   | -   | -   | -   | -   | -               | -              | -   | -   | -   | -   | -   |
| 2005 | Start the Fire               | 10  | 87  | 62  | -   | -   | -   | -               | -              | -   | -   | -   | -   | -   |
| 2008 | We Keep on Rockin'           | 4   | -   | -   | -   | -   | -   | -               | -              | -   | -   | -   | -   | -   |
| 2008 | Inhibitions                  | 10  | -   | -   | -   | -   | -   | -               | -              | -   | -   | -   | -   | -   |
| 2009 | Stay the Night               | 2   | -   | -   | -   | -   | -   | -               | -              | -   | -   | -   | -   | -   |
| 2009 | Burning                      | -   | -   | -   | -   | -   | -   | -               | -              | -   | -   | -   | -   | -   |
| 2009 | From Brazil With Love        | -   | -   | -   | -   | -   | -   | -               | -              | -   | -   | -   | -   | -   |
| 2009 | One Two Three Four           | -   | -   | -   | -   | -   | -   | -               | -              | -   | -   | -   | -   | -   |
| 2009 | Last Christmas               | -   | -   | -   | -   | -   | -   | -               | -              | -   | -   | -   | -   | -   |
| 2010 | Headlines                    | 10  | -   | -   | -   | -   | -   | -               | -              | -   | -   | -   | -   | -   |
| 2014 | Blame It on the Disco        | 10  | -   | -   | -   | -   | -   | -               | -              | -   | -   | -   | -   | -   |
| 2014 | Good Lovin'                  | -   | -   | -   | -   | -   | -   | -               | -              | -   | -   | -   | -   | -   |
| 2015 | Young Guns (Go For It)       | -   | -   | -   | -   | -   | -   | -               | -              | -   | -   | -   | -   | -   |
| 2018 | In the name of love          | -   | -   | -   | -   | -   | -   | -               | -              | -   | -   | -   | -   | -   |
| 2024 | Just like that (I like it)   | -   | -   | -   | -   | -   | -   | -               | -              | -   | -   | -   | -   | -   |